# Schnucks
Schnucks er en amerikansk dagligvarekæde med hovedkvarter i St. Louis, Missouri. Virksomheden blev etableret i 1939. De har i dag 115 butikker i fire delstater (Missouri, Illinois, Indiana og Wisconsin). Deres brands inkluderer Schnucks, Logli Supermarkets og Hilander Foods.
De omsætter for 3 mia. amerikanske dollar og der er 14.500 ansatte.